# Tom Gullikson
Tom Gullikson (La Crosse, 8 de setembro de 1951) é um ex-tenista profissional estadunidense.
Tom tinha um irmão gêmeo Tim Gullikson, com quem fez final de duplas em Wimbledon, em 1983. Tim faleceu em 1996, vitimado por um tumor no cérebro. Com o acontecimento, Tom criou o instituo Tim & Tom Gullikson Foundation.
Também foi treinador de desenvolvimento da USTA assim treinou expoentes tenistas estadunidenses, como  Todd Martin, Jennifer Capriati, Andy Roddick e Andre Agassi. E foi capitão da Equipe Estadunidense de Copa Davis.

## Grand Slam finais

### Duplas Mistas: 1 (1 título)
| Posição | Ano  | Campeonato | Piso | Parceira        | Oponentes                        | Placar        |
| ------- | ---- | ---------- | ---- | --------------- | -------------------------------- | ------------- |
| Campeão | 1984 | US Open    | Duro | Manuela Maleeva | Elizabeth Smylie John Fitzgerald | 2–6, 7–5, 6–4 |